# 葫芦岛支线铁路
葫芦岛支线铁路，原称锦葫支线，是中國辽宁省葫芦岛市的一条铁路支线，从沈山铁路的葫芦岛站到葫芦岛港旁的龍港站。葫芦岛支线最初建于1910年，全长13公里，设有3个车站：葫芦岛站、马仗房站、龙港站。葫芦岛支线铁路的主要功能是作为葫芦岛港的疏港铁路，运输葫芦岛港的货物，包括葫蘆島鋅廠、渤海船舶重工、大唐电厂的货物。

## 历史
1908年，東三省總督徐世昌指派英国工程师夏尔比·休斯在奉天沿海进行筑港勘测。1910年10月，葫芦岛港筑港开工，建成5公里多的铁路专用线，但之后葫芦岛港的筑港工程因辛亥革命被迫中止。1930年張學良再次開始修建葫蘆島港，但随后又因九一八事變暫停。1934年滿洲國國有鐵道复建葫芦岛港及葫芦岛支线，并于1938年完工，此后葫芦岛支线一直使用至今。
1984年葫芦岛港再次開放民用，此后葫芦岛成为辽宁省沿海港口群重要组成部分，但作为疏港铁路的葫芦岛支线存在运能不足、联运设施薄弱、集装箱运输薄弱、信息化建设程度低等问题。